# 아우데나르더

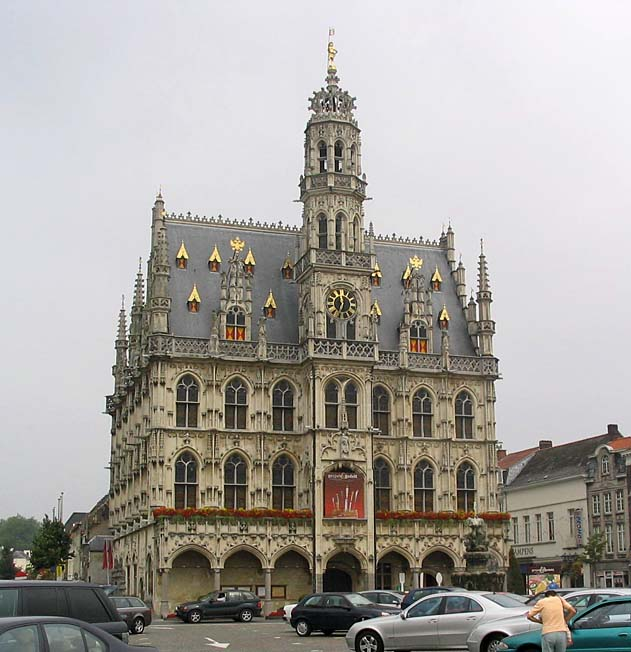
아우데나르더 시청

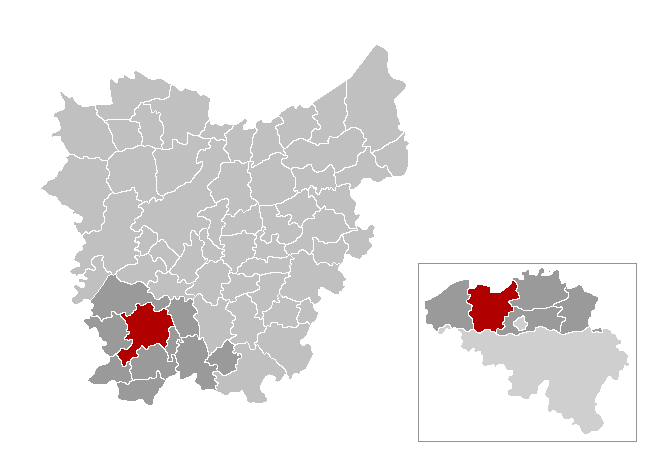
아우데나르더의 위치

아우데나르더(네덜란드어: Oudenaarde, 프랑스어: Audenarde 오데나르드[*])는 벨기에 오스트플란데런주의 도시로 면적은 68.06km2, 인구는 30,248명(2013년 1월 1일 기준), 인구 밀도는 440명/km2이다.
15세기부터 18세기까지, 특히 16세기에 세계적인 태피스트리 생산의 중심지로 널리 알려졌던 곳이다.

시기
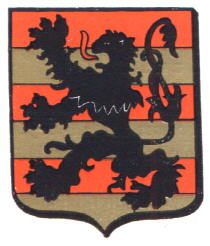
시 문장

## 자매 도시
- 독일 코부르크
- 네덜란드 베르헌옵좀
- 이탈리아 카스텔마다마
- 프랑스 아라스
- 영국 헤이스팅스
- 루마니아 부저우